# Годівниця

Годівниця для лісових тварин. Крим. Україна.

Годівни́ця, кормушка — спеціальний пристрій, куди кладуть корм для худоби, птиці, диких звірів тощо. Годівниця у вигляді решітки для сіна, соломи тощо також називається яслами.

## Етимологія
Слово ясла (прасл. *jadsla/*jadsli, раніша форма *jědsla/*jědsli — від праіндоєвропейського кореня *ēd-), за походженням споріднене з «їсти», словотвірна модель із суфіксом -ла аналогічна словам «весла», «гусла», «перевесла», «прясла».

## Опис
Конструктивно може бути виконана у вигляді довгого жолоба або розкладки сіна під дашком та ін. Ясла виготовляють з однієї або кількох драбин, утворених скріпленими поздовжніми й поперечними жердинами.
Годівниці будують як для свійських тварин (наприклад, годівниці на фермі), так і для диких тварин (у лісі).
Годівниця, куди кладуть сіль, називається солонце́м. Молоту сіль кладуть у спеціальні корита, а сіль-лизунець — у розколину пенька.

### Конярство
Ясла
1. Годівниця для коней[6].
2. Пристосування для згодовування сіна коням. Решітчастий короб трикутної форми, розміщений на стіні чи деннику дещо вище голови. Перевага в тому, що сіно не падає на підлогу і не затоптується, а недоліком є те, що діставання сіна піднятою головою для коня є неприродним, сприяє провисанню спини[6].

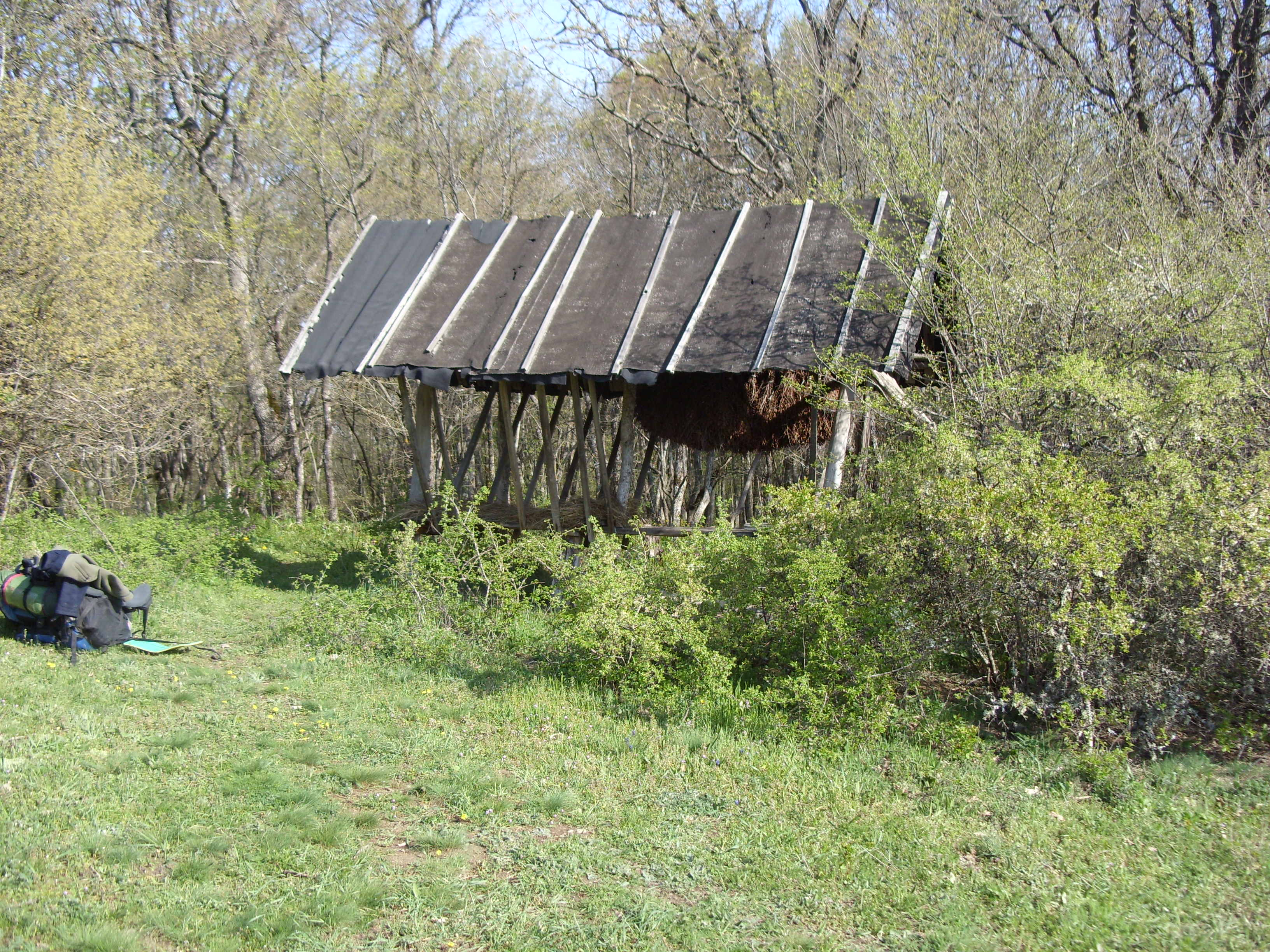
Годівниця для оленів
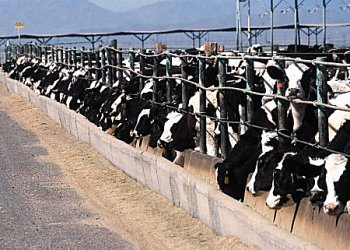
Годівниця на тваринницькій фермі США
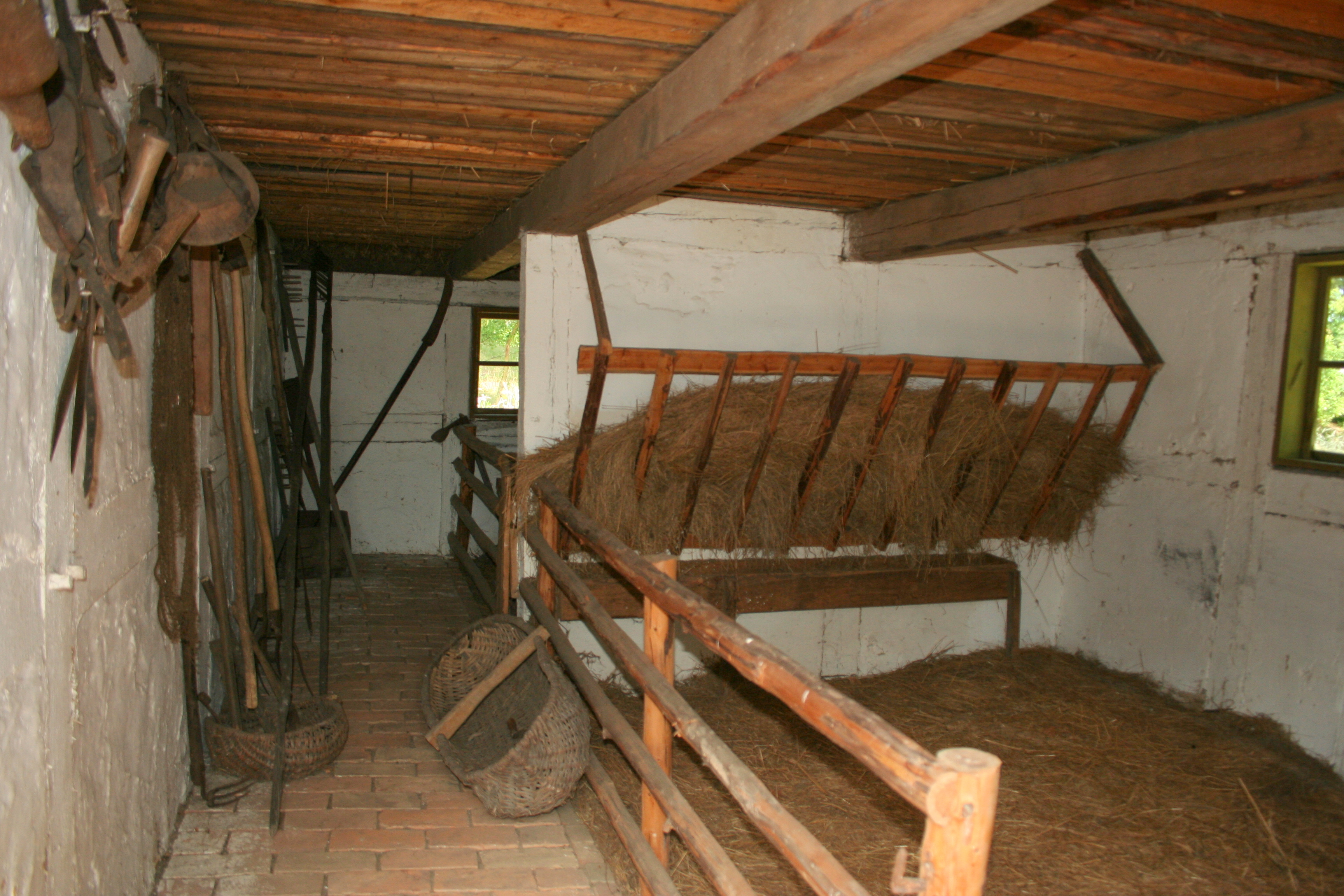
Ясла в музею просто неба Словінського Села. Клюки, Польща
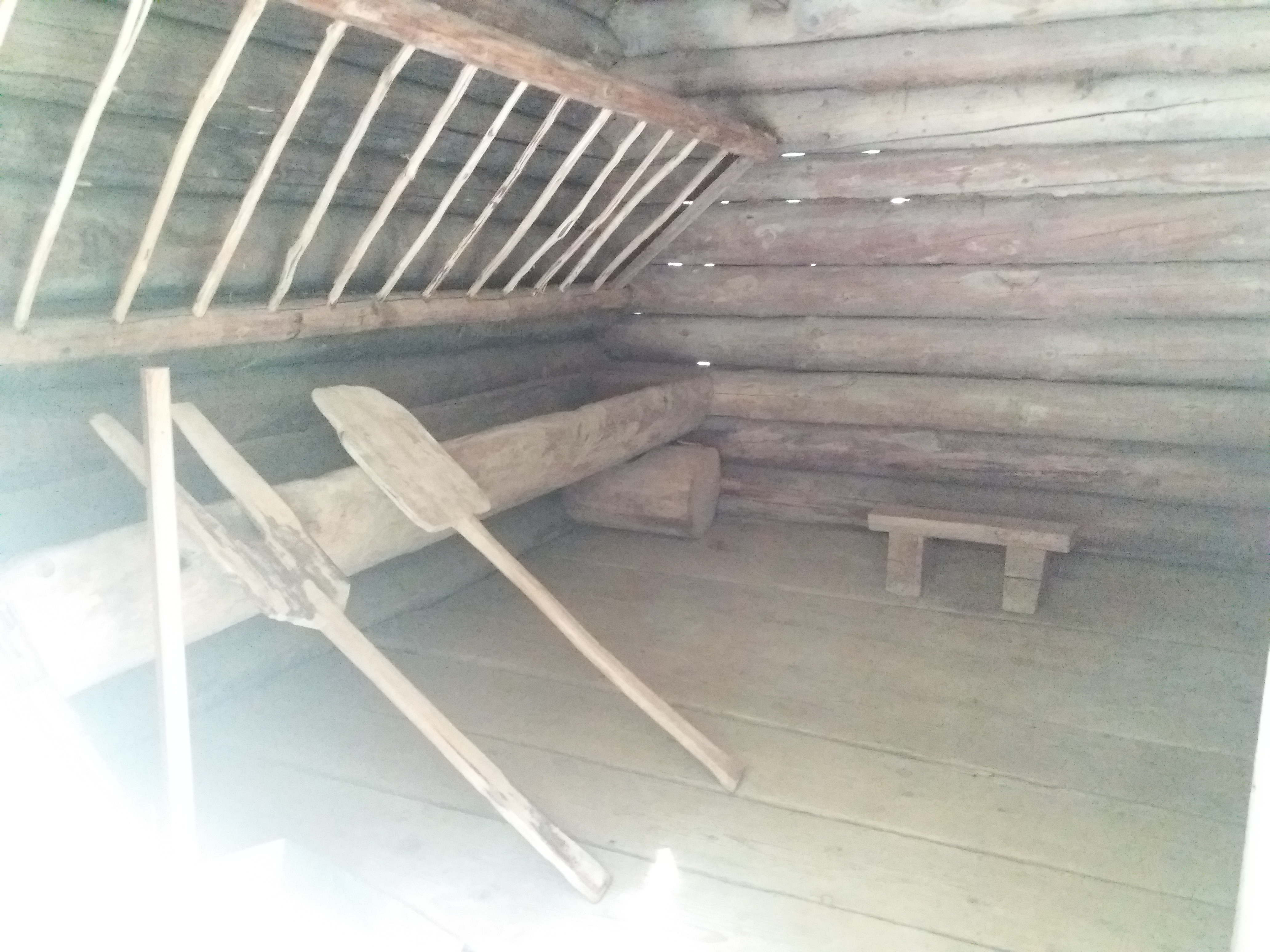
Ясла і корито. Скансен «Шевченківський гай», Львів
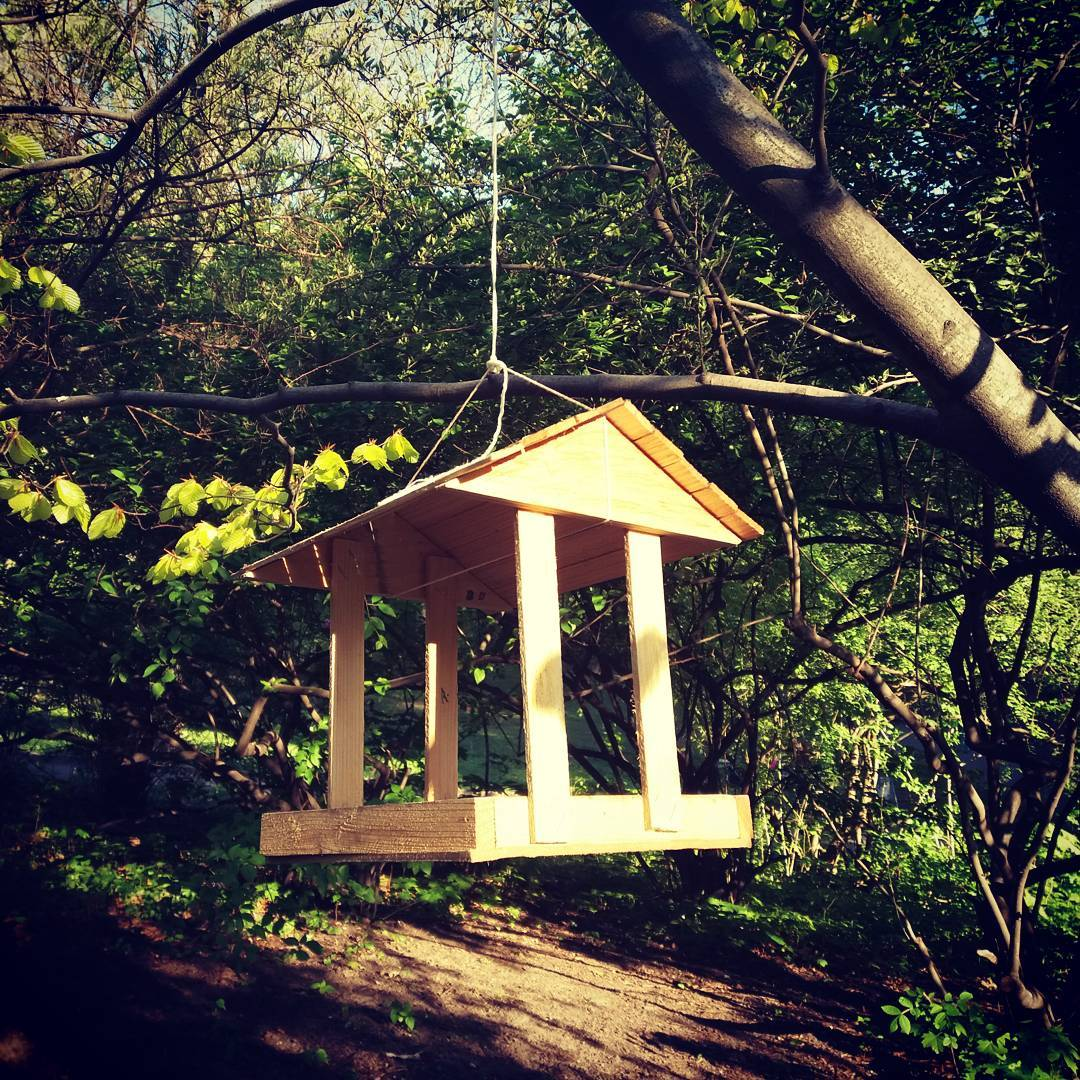
Годівниця для птахів
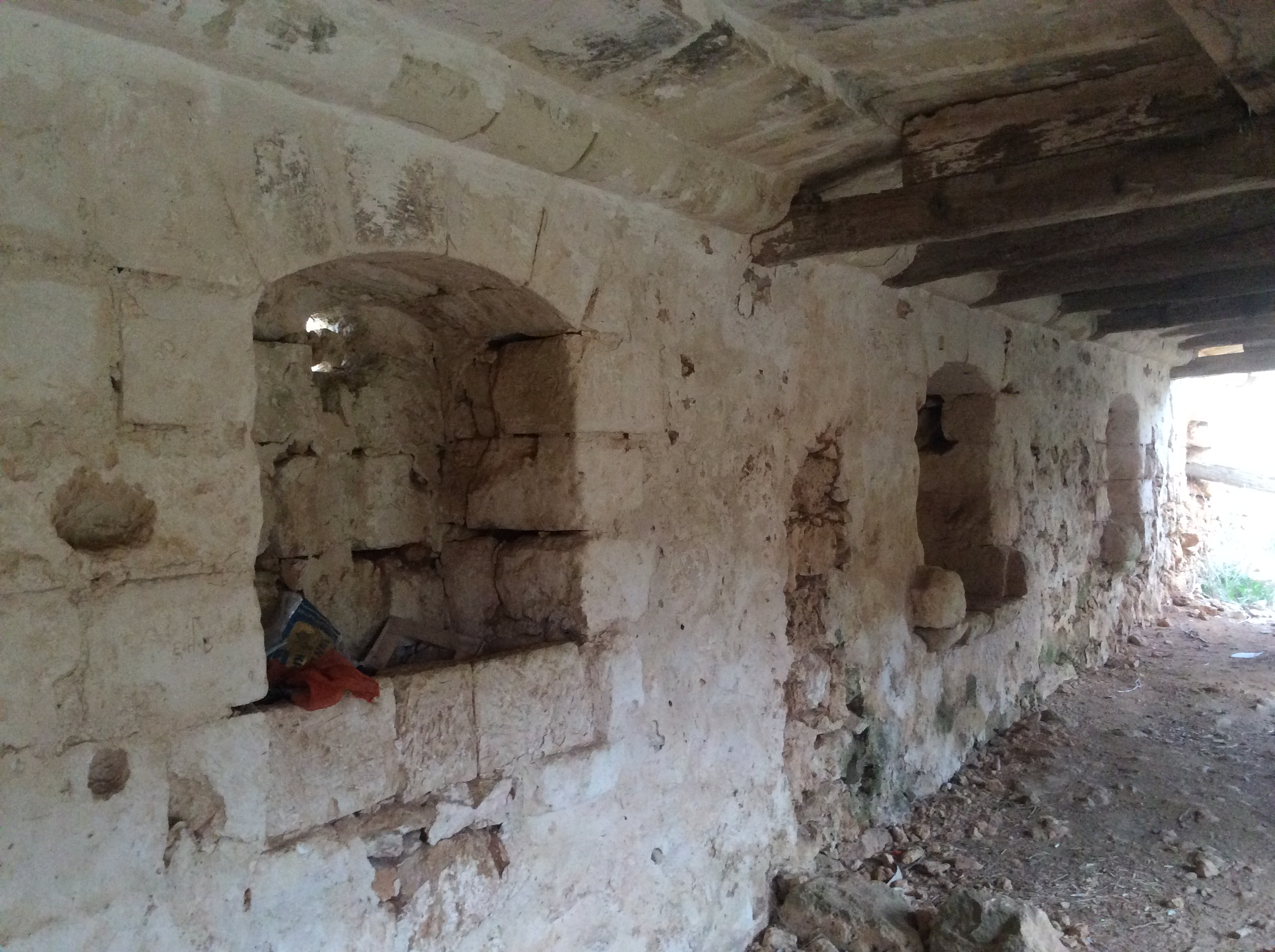
Кам'яна годівниця. Мелліха, Мальта
Солонець - годівниця з сіллю для лісових тварин. Крим. Україна.